# Надім Амірі
Надім Амірі (нім. Nadiem Amiri; нар. 27 жовтня 1996, Людвігсгафен-на-Рейні) — німецький футболіст афганського походження, атакувальний півзахисник клубу «Майнц 05». Грав за національну збірну Німеччини.

## Клубна кар'єра
Народився 27 жовтня 1996 року в місті Людвігсгафен-на-Рейні. Розпочав грати у футбол в команді «Людвігсгафен» з рідного міста, після чого тренувався в академіях клубів «Кайзерслаутерн» та «Вальдгоф». У 2011 році він перейшов у футбольну академію клубу «Гоффенгайм 1899». У 2014 році Надім допоміг юнацькій команді виграти юнацьку Бундеслігу.
7 лютого 2015 року в матчі проти «Вольфсбурга» Амірі дебютував у Бундеслізі. 28 листопада в поєдинку проти менхенгладбахської «Боруссії» він забив свій перший гол за «Гоффенгайм». Станом на 16 грудня 2017 року відіграв за гоффенгаймський клуб 79 матчів у національному чемпіонаті.

## Виступи за збірні
2013 року дебютував у складі юнацької збірної Німеччини. У 2015 році в складі збірної до 19 років Амірі взяв участь у юнацькому чемпіонаті Європи у Чехії. На турнірі він зіграв усі три матчі своєї збірної проти Нідерландів, Іспанії та Росії, але його збірна не вийшла з групи. Всього взяв участь у 21 грі на юнацькому рівні, відзначившись 5 забитими голами.
З 2015 року залучався до складу молодіжної збірної Німеччини, у складі якої став 2017 року молодіжним чемпіоном Європи, вийшовши у чотирьох з п'яти ігор на турнірі і в груповому матчі проти Данії (3:0) 21 червня 2017 року він забив гол. Всього на молодіжному рівні зіграв у 22 офіційних матчах, забив 3 голи.

## Титули і досягнення
- Чемпіон Німеччини (1):

«Баєр 04»: 2023–24
- Чемпіон Європи (U-21): 2017